# Regiunea Dar es Salaam
Dar es Salaam este o regiune a Tanzaniei a cărei capitală este Dar es Salaam. Are o populație de 2.802.000 locuitori și o suprafață de 1.000 km2.

## Subdiviziuni
Această regiune este divizată în 3 districte:
- Ilala
- Kinondoni
- Temeke